# Return to Murder House
"Return to Murder House" é o sexto episódio da oitava temporada da série de televisão antológica American Horror Story. Foi ao ar em 17 de outubro de 2018 na FX. O episódio foi escrito por Crystal Liu e dirigido Sarah Paulson.
O episódio mostrou o retorno ao local usado para a primeira temporada, Murder House, bem como a aparição dos membros do elenco original Connie Britton, Dylan McDermott e Jessica Lange.

## Enredo
Madison Montgomery (Emma Roberts) e Behold Chablis (Billy Porter), posando como um casal, compram a Casa dos Assassinatos em Los Angeles, que foi abandonada por vários anos. Chegando na casa, os dois logo suspeitam da presença de atividade paranormal depois de saber que trinta e seis pessoas morreram dentro da casa. Eles realizam um feitiço que lhes permite ver vários fantasmas que podem se esconder dos vivos.
Na sala de estar, os fantasmas de Tate Langdon (Evan Peters) e do psiquiatra Dr. Ben Harmon (Dylan McDermott) estão discutindo sobre a frustração de Tate em ser ignorado pela filha de Ben, Violet (Taissa Farmiga). Sua sessão é interrompida por Madison e Behold que anunciam que eles vieram para descobrir as origens de Michael Langdon (Cody Fern), mas Tate avisa que eles cometeram um erro ao virem. Madison é então atacada por um garoto deformado, Beauregard Langdon (Sam Kinsey), mas a médium Billie Dean Howard (Sarah Paulson0) chega e tira Beauregard. Ela revela que é uma das poucas pessoas vivas que os espíritos da casa permitem vê-la. Ao mesmo tempo, Constance Langdon (Jessica Lange), mãe de Tate e Beauregard, aparece e afirma que ela é a verdadeira dona da casa. Constance, que agora se tornou um espírito da casa, passa seu tempo bebendo, fumando e repetidamente forçando a empregada Moira O'Hara (Frances Conroy), com quem Constance tem um intenso rancor, a limpar a casa.
Behold e Madison expressam seu desejo de falar sobre Michael. Billie Dean se recusa a discutir o assunto, mas Constance diz que ela só vai falar sobre Michael se Madison livrar o espírito de Moira da casa. Eis que descobre os ossos de Moira do quintal e os enterra ao lado da mãe dela no cemitério. O espírito de Moira, liberado de seu domínio terrestre, é saudado pelo espírito de sua mãe, a quem ela confessa a eutanásia no Halloween. A mãe de Moira agradece a ela por ter acabado com o sofrimento e as duas passam pacificamente para a vida após a morte.
Constance conta a história de Michael Langdon para Madison e Behold, revelando que seu pai é seu filho Tate, que havia engravidado a então viva Vivien Harmon (Connie Britton), esposa de Ben. Depois que Vivien deu à luz, Constance tirou Michael de casa e criou-o como seu próprio filho, acreditando que ela recebera uma nova chance de ser mãe depois da morte de seus quatro filhos. Logo, no entanto, ela começou a notar violentas tendências psicopatas em Michael, começando com a matança de pequenos animais para eventualmente assassinar sua babá aos três anos de idade. Um dia, ela entrou no quarto de Michael para descobrir que ele tinha envelhecido dez anos durante a noite e agora tinha a aparência de um adolescente. Quando Michael tentou estrangular Constance enquanto dormia, ela consultou a ajuda de um padre, que acaba sendo assassinado por Michael. Com seus sonhos de maternidade despedaçados, Constance retornou à Casa e se suicidou por overdose.
Behold e Madison se aproximam de Ben, que não fala mais com sua esposa Vivien e frequentemente passa seu tempo se masturbando enquanto chora. Ben diz aos dois que depois que Michael descobriu que Constantine havia se matado para se libertar dele, ele participou de sessões de terapia com Ben. Um relacionamento pai e filho se desenvolveu entre os dois. No entanto, Michael lentamente ficou mais e mais obscuro depois de se encontrar e ser rejeitado por Tate. Ben testemunhou Michael mutilando o fantasma de Elizabeth Short (Mena Suvari), bem como não apenas assassinando duas novas residentes, mas permanentemente expulsando seus espíritos da existência. Ben, percebendo a capacidade de Michael para o mal, terminou suas sessões.
O fantasma de Vivien Harmon aparece e explica a Ben que ela não poderia perdoá-lo por se conectar com Michael. Ela revela a verdadeira natureza de Behold e Madison Michael, recitando uma passagem do livro do Apocalipse sobre a Besta do Apocalipse.
Uma noite, como Vivien explica, um grupo de satanistas chegou à Casa, consistindo de Miriam Mead (Kathy Bates), outra cardeal (Naomi Grossman) e liderada pelo fundador da Igreja de Satanás, Anton LaVey (Carlo Rota), que tinha forjado sua morte, a fim de conhecer Michael. Os satanistas sequestraram uma jovem mulher em um ponto de ônibus e a levaram para a casa onde realizaram uma Missa Negra, com LaVey removendo o coração da garota para Michael consumir. Uma sombra demoníaca apareceu e Michael anunciou que ele é um com seu "pai". Depois que uma chuva de sangue e granizo, Vivien tentou matar Michael. Antes que ele pudesse destruí-la, ela foi salva por Tate, permitindo que Michael deixasse a Casa. Vivien diz a Behold e Madison que Michael Langdon não é um feiticeiro, mas o Anticristo, a abominação profetizada que trará o Apocalipse.
Antes de sair, Madison conhece Violet. Violet diz a Madison que Tate é um monstro, mas Madison acredita que Tate era apenas um hospedeiro usadk pela casa para conceber Michael e diz a Violet que Tate não é mal. Violet e Tate se reconciliam e Madison e Behold saem da casa para contar a Cordelia sobre suas descobertas.

## Recepção

### Audiência
"Return to Murder House" foi assistido por 2,01 milhões de pessoas durante a sua transmissão original, e ganhou uma classifucação de audiência de 0,9 entre adultos com idade entre 18 e 49 anos.

### Resposta da crítica
O episódio foi aclamado pela crítica. No agregador de avaliações Rotten Tomatoes, "Return to Murder House" tem 100% de aprovação, com base em 13 avaliações com uma classificação média de 9,2 / 10. O consenso crítico diz: "Habilmente dirigido por Sarah Paulson e apresentando o triunfante retorno da única Jessica Lange, 'Return to Murder House' é a melhor oferta possível aos fãs – da melhor maneira possível."
Ron Hogan, do Den of Geek, deu um episódio de 4/5, dizendo que "'Return To Murder House' é mais do que apenas um retorno a um local, ou revisitar personagens. Parece uma espécie de retorno à forma. Foi muito impressionante, e muito divertido de inicializar. A ordem de episódios mais curta parece ser benéfica para o ritmo do programa, e as temporadas fundidas deram a Apocalypse as melhores partes de Murder House e Coven, com horror, estranheza e sagacidade em igual medida."
Kat Rosenfield, da Entertainment Weekly, deu o episódio uma nota A. Ela elogiou o retorno de vários personagens de Murder House, especialmente Vivien (Britton) e Constance (Lange). Ela também gostou dos flashbacks deste último com Michael, chamando-os de "uma história iluminadora para Michael, bem como um monólogo épico para Jessica Lange". Finalmente, ela era uma grande fã da dinâmica entre Billy Porter e Emma Roberts, comentando que era a "melhor coisa desta temporada" após o retorno de Lange.
Ziwe Fumudoh, do Vulture, deu o episódio 5 de 5, com uma crítica positiva. Ela comentou que "este episódio foi tudo o que eu sonhei", chamando-o "o evento mais ambicioso da história". Muito parecido com Rosenfield, ela elogiou a dinâmica entre Porter e Roberts, e foi um grande fã da performance de Jessica Lange. Além disso, ela gostou da reunião entre Moira e sua mãe, dizendo que a cena era "um momento tocante". Finalmente, ela elogiou a escrita e direção do episódio.

### Reação de indivíduos envolvidos
A Igreja de Satã de Anton LaVey criticou o episódio por seu retrato impreciso do fundador da organização e dos satanistas em geral, apontando que LaVey não acreditava no Anticristo nem praticava sacrifícios rituais, e mais ainda chamou o episódio de "inexpressivo e chato", e que "os escritores preguiçosos apropriaram-se de seu nome e imagem para sua veneração ao diabo".